# Rallye Portugal 1975
Die 9. Rallye Portugal war der 6. Lauf zur Rallye-Weltmeisterschaft 1975. Sie fand vom 18. bis zum 21. Juli in der Region von Estoril statt. Von den 34 geplanten Wertungsprüfungen wurden drei abgesagt.

## Klassifikationen

### Endergebnis
| Rang | Fahrer               | Co-Pilot            | Auto                   | Zeit (Std./Min./Sek.) | Rückstand Sieger(Std./Min./Sek.) Rückstand V (Std./Min./Sek.) |
| ---- | -------------------- | ------------------- | ---------------------- | --------------------- | ------------------------------------------------------------- |
| 1    | Markku Alén          | Ilkka Kivimäki      | Fiat Abarth 124 Rallye | 6:24:15               | 0:00:00                                                       |
| 2    | Hannu Mikkola        | Jean Todt           | Fiat Abarth 124 Rallye | 6:26:58               | 0:02:43                                                       |
| 3    | Ove Andersson        | Arne Hertz          | Toyota Corolla Levin   | 6:29:29               | 0:05:14 0:02:31                                               |
| 4    | Rauno Aaltonen       | Claes Billstam      | Opel Ascona            | 6:35:31               | 0:11:16 0:06:02                                               |
| 5    | Pedro Cortez         | Texeira Gomes       | Datsun 260Z            | 6:45:07               | 0:20:52 0:09:36                                               |
| 6    | Mário Figueiredo     | Carlos Barata       | Datsun 260Z            | 6:53:47               | 0:29:32 0:08:40                                               |
| 7    | Shekhar Mehta        | Yvonne Pratt        | Datsun 160J            | 7:10:30               | 0:46:15 0:16:43                                               |
| 8    | Francisco Romãozinho | José Bernardo       | Citroën GS             | 7:10:51               | 0:46:36 0:00:21                                               |
| 9    | Fernando Lezama      | Javier Arnáiz       | Ford Escort RS1600     | 7:24:53               | 1:00:38 0:14:02                                               |
| 10   | José Megre           | Raposo de Magalhães | Datsun 240Z            | 7:38:49               | 1:14:34 0:13:56                                               |

Insgesamt wurden 22 von 73 gemeldeten Fahrzeuge klassiert:

### Herstellerwertung
| Pos. | Team    | Punkte |
| ---- | ------- | ------ |
| 1    | Lancia  | 55     |
| 2    | Fiat    | 43     |
| 3    | Peugeot | 40     |
| 4    | Opel    | 33     |
| 5    | Alpine  | 33     |

Die Fahrer-Weltmeisterschaft wurde erst ab 1979 ausgeschrieben.